# Парламентские выборы в Сальвадоре (1970)
Парламентские выборы в Сальвадоре проходили 8 марта 1970 года. В результате Национальная коалиционная партия получила большинство 34 из 52 мест Законодательного собрания, однако выборы омрачились многочисленными нарушениями. Явка составила 41,6%.

## Результаты
| Партия                                  | Голоса  | %    | Места | +/-   |
| --------------------------------------- | ------- | ---- | ----- | ----- |
| Национальная коалиционная партия        | 315 560 | 59,8 | 34    | +7    |
| Христианско-демократическая партия      | 142 659 | 27,0 | 16    | -3    |
| Националистический демократический союз | 32 450  | 6,1  | 1     | новая |
| Сальвадорская народная партия           | 28 606  | 5,4  | 1     | -3    |
| Национальное революционное движение     | 8 832   | 1,7  | 0     | -2    |
| Недействительных/пустых бюллетеней      | 94 463  | -    | -     | -     |
| Всего                                   | 622 570 | 100  | 52    | 0     |
| Источник: Nohlen                        |         |      |       |       |